# Radmila Švaljek
Radmila Švaljek (10. srpnja 1965.), hrvatska međunarodna šahovska sutkinja i nositeljica naslova FIDE majstorice. Članica je ŠK Lucija Rijeka.
Po statistikama FIDE sa službenih internetskih stranica od 28. lipnja 2017., s 1967 bodova u standardnom šahu po Elo-ljestvici 24. je aktivna igračica na ljestvici šahistica u Hrvatskoj, 1225. u Europi a 1683. na svijetu. Naslov FIDE-sutkinje nosi od 2008., a međunarodne sutkinje od 2010. godine. Po Univerzalnom sustavu rangiranja (Universal Rating System, URS) ima 1974 boda. Najviši rejting po FIDE Elo-rejtingu imala je siječnja 1997., 2140 bodova.
Sestra je hrvatske šahovske velemajstorice Mirjane Medić.
Obnašala dužnost tajnice ŠK Krapina. 4. prosinca 2013. povjerenstvo Krapinskog športskog saveza na godišnjem svečanom proglašenju najboljih u športu Radmilu Švaljek je nagradilo ka najuspješniju športsku djelatnicu u 2013. godini.

## Vanjske poveznice
- Hrvatski šahovski savez  Arhivirana inačica izvorne stranice od 11. travnja 2012. (Wayback Machine) Nacionalna rejting lista od 28. lipnja 2017.
- Partije Radmile Švaljek na Chessgames.com